# Contea di Wayne (Virginia Occidentale)
La contea di Wayne ( in inglese Wayne County ) è una contea dello Stato della Virginia Occidentale, negli Stati Uniti. La popolazione al censimento del 2000 era di 42 903 abitanti. Il capoluogo di contea è Wayne.